# Lago Central
El lago Central es un cuerpo de agua superficial léntico perteneciente a la cuenca del río Baker ubicado 30 km al sureste de Villa Cerro Castillo en la Región de Aysén.

## Ubicación y descripción
Este lago no aparece en el mapa de la zona publicado por el Instituto Geográfico Militar (Chile) en 1950 en una escala de 1:250000. Aparece con el nombre "Central" en el mapa Google y aparece también en el mapa de OpenStreetMap, pero bajo el nombre "Tamango".

## Población, economía y ecología
SERNATUR la describe como:: 35 
Pequeño lago ubicado en la ribera sur del río Ibáñez. Forma parte del circuito lacustre de pesca recreativa conformado por los lagos Las Ardillas, Alto y Lapparent. Desde este lago se puede tener una interesante vista del río Ibáñez con el cerro Castillo de fondo, lo que lo hace muy atractivo paisajísticamente. La pesca recreativa es una de las actividades que se pueden desarrollar, especialmente la pesca con mosca. Por este sector pasa el trazado del Sendero de Chile.